# Évariste Ndayishimiye
Évariste Ndayishimiye, född 1968 i Giheta, är en burundisk general och politiker som sedan 18 juni 2020 är Burundis president. Dessutom är han sedan år 2020 chef för avdelningen för militära angelägenheter och tjänstgjorde som minister för inre och allmän säkerhet från 2006 till 2007. Sedan 2016 är han sekreterare för CNDD–FDD.
Innan han gick in i politiken tjänstgjorde han inom militären, och är general. Han nominerades av sitt parti som presidentkandidat i Presidentvalet 2020, och den 25 maj stod det klart att med 68,72 % av rösterna i valet utsetts till landets nye president; en post han skulle tillträda i slutet av augusti. På grund av den avgående presidenten Pierre Nkurunzizas plötsliga död svors han dock in som president redan i juni samma år.